# NGC 2293
NGC 2293 is een spiraalvormig sterrenstelsel in het sterrenbeeld Grote Hond. Het hemelobject werd op 20 januari 1835 ontdekt door de Britse astronoom John Herschel.

## Synoniemen
- ESO 490-49
- MCG -4-16-23
- VV 178
- AM 0645-264
- CGMW 2-42
- PGC 19619